# محمد نجم
محمد نجم (6 مارس 1944 - 5 يونيو 2019)، ممثل كوميدي مصري بدأ التمثيل في أوائل السبعينيات بأدوار صغيرة في السينما والتلفزيون، وابتعد عن السينما والتلفزيون منذ أن أسّس مسرحه الخاص، الذي يحمل اسمه، واتجه إلى المسرح الكوميدي وأصبح علامة بارزة في الكوميديا وحقق من خلاله نجاحات باهرة من خلال أدائه الساخر، الذي ينتزع الضحكات من القلوب، وحركاته الكوميدية التي يتميز بها على سائر أقرانه من هذا العصر، ومن خلال المسرح الذي حقق به، نجاحات عديدة في المسرح الكوميدي، ومن أشهر مسرحياته عش المجانين التي اشتهر فيها بمقولة «شفيق يا راجل!»، التي حققت نجاحاً كبيراً في الوطن العربي، من بعد أن أسست فرقته الكوميدية التي تحمل اسم «فرقة نجم». توفي في فجر يوم الأربعاء 5 يونيو 2019 والموافق أول أيام عيد الفطر في مصر، عن عمر يناهز 75 عاماً بعد دخوله في غيبوبة لمدة يومين في مستشفى حي الدقي.

## أعماله

### المسرحيات
- حاجة تلخبط 1970 نجوى سالم ومحمد نجم.
- صديقي اللص (1973) صلاح ذو الفقار ونجوي سالم ومحمد نجم
- موزة و 3 سكاكين أول بطولة للفنان محمد نجم مع نجوى سالم وكانت بداية محمد صبحي في المسرح.
- طار فوق عش المجانين
- مولود في الوقت الضائع (1974) مع عبد المنعم مدبولي وعقيلة راتب.
- أنا أجدع منه (1979) عرضت في الولايات المتحدة الأمريكية.
- زوجة واحدة تكفي (1979) صلاح ذو الفقار ومحمد نجموسعيد عبد الغني، من تأليف أحمد الإبياري
- دليل الرجل المتزوج مع هناء ثروت وسعيد عبد الغني تأليف أحمد الإبياري
- عش المجانين (مسرحية) (1979)[6] أشهر المسرحيات العربية عُرضت في العديد من الدول.
- الواد النمس (1981) مع علي الشريف، أميمة سليم، حبيبة، زين العشماوي، شريف محمد نجم.
- أغرب زواج في العالم (17 مارس 1981) بطولة تيسير فهمي ومظهر أبو النجا مع محمد رضا.
- إعقل يا مجنون
- أولاد دراكولا
- واد عفريت
- المشاكس 1995
- عبده يتحدى رامبو
- البلدوزر (1986)
- منوّر يا باشا
- الكدابين قوي
- دول عصابة يا بابا(1982)
- واحد لمون والتاني مجنون
- دربكة همبكة (1999)
- أصل وخمسة (مع ميمي جمال وحسن مصطفى وأحمد راتب) (1990)
- الواد ضبش عامل لبش (2000)
- أي أند يو هنجننوه (2001)
- سلم وبعدين نتكلم (2002)
- كحيون ربح المليون
- عيطه عامل زيطه عِرضت في الدانمارك وفي لبنان
- عفريت في الأكاديمية (العرض في المملكة العربية السعودية).
- نجوم سوبر ستار العرض في المملكة العربية السعودية محافظة جازان.
- النمر (مسرحية) (2007 حتى 2010) حققت أعلى الإيرادات في تاريخ البيت الفني للمسرح.
- زغلول على المحمول (العرض في الدانمارك وفي جمهورية سوريا حلب).
- دوحه وحلمبوحه 2010 (العرض في الإسكندرية مسرح كوته).
- عفيفي بقى فيفي 2011 العرض أول عيد الفطر السعيد في الإسكندرية مسرح السلام.
- حماتي قمر صناعي 2013 تحت التحضير تأليف أحمد الإبياري محمد نجم وسمير غانم.
- البريمو 2015 بالإسكندرية مسرح محمد عبد الوهاب.[7]
- الأونطجي 2016 (محمد نجم - أحمد راتب - شريف نجم) بالإسكندرية مسرح عبد المنعم جابر.[8]

### الأفلام
- مولد يا دنيا (1974)
- أبدا لن أعود (1975)
- الكداب (1975)
- احترسي من الرجال يا ماما (1975)
- وانتهى الحب (1968)
- حكايتي مع الزمان (1973)
- قمر الزمان
- عقلي طار فيلم تلفزيوني (1994) بطولة محمد نجم ومحمد عوض ومصطفى رزق وسماح أنور تأليف أحمد الإبياري ويسري الإبياري

### المسلسلات
- سهرة تلفزيونية مع الاعتذار لعزوز، محمد نجم وحسن حسني وزيزي مصطفى تأليف يسري الإبياري.
- سهرة تلفزيونية رجل في البلكونو، عبد المنعم مدبولي ومحمد نجم ومشيرة إسماعيل.

1. خرج ولم يعد، عبد المنعم مدبولي ومحمد نجم.

- غابة من الإسمنت بطولة محمد نجم عام 1986 والمشاركين في المسلسل تحية كاريوكا، حسن مصطفى، رجاء الجداوي، ميمي جمال، فيفان. إنتاج التلفزيون المصري.
- ياسين في مستشفى المجانين سيت كوم سياسي (2011) (تم عرضه حصري على شبكة راديو وتلفزيون العرب).
- زيزو 900 سيت كوم (2009) (مع الفنانين، وحيد سيف، أحمد راتب، شيرين، شعبان عبد الرحيم، ندى بسيوني، ريكو، ميمي جمال، عايدة رياض، عبد الله مشرف، تأليف يسري الأبياري).

## وصلات خارجية
- محمد نجم على موقع IMDb (الإنجليزية)
- محمد نجم على موقع قاعدة بيانات الأفلام العربية
- محمد نجم على موقع ديسكوغز (الإنجليزية)
- حديث لجريدة الوطن